# Viertes Konzil von Konstantinopel (869/870)

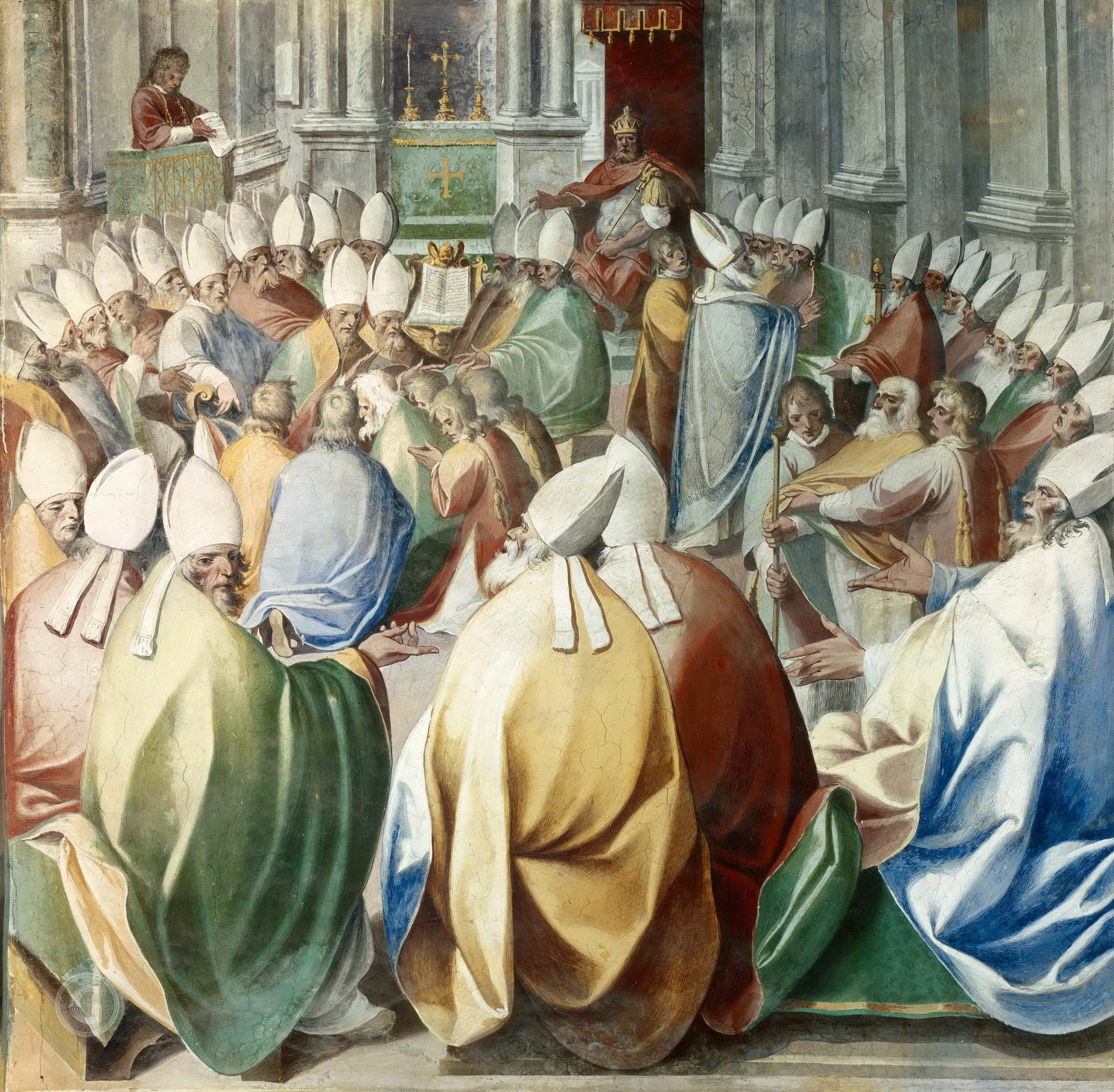
Das Vierte Konzil von Konstantinopel / Ignatianische Synode (Gemälde von Cesare Nebbia, ca. 1585)

Das Vierte Konzil von Konstantinopel (lat. Concilium Constantinopolitanum IV) ist ein Konzil, das in den Jahren 869/870 unter der Leitung von Ignatios I. in Konstantinopel gefeiert wurde und das in der römisch-katholischen Kirche heute als achtes ökumenisches Konzil gezählt wird. Hauptthemen waren der Streit zwischen dem byzantinischen Patriarchen Photios I. von Konstantinopel mit Papst Nikolaus I., die Mission in Bulgarien und das Weiherecht. Zwecks Unterscheidung von der 879/880 ebenfalls in Konstantinopel gefeierten Synode, die in der orthodoxen Kirche gelegentlich als achtes ökumenisches Konzil gezählt wurde, wird die Versammlung von 869/870 auch als „Ignatianische Synode“ bezeichnet, die von 879/880 hingegen als „Photianische Synode“.

## Beschlüsse
Das Konzil, an dem anfänglich nur sehr wenige Bischöfe teilnahmen, exkommunizierte und verbannte Photios. Die von Photios vertretene Zwei-Seelen-Lehre, gemäß der dem Menschen eine höhere, unsterbliche Geist-Seele und eine irdische, vergängliche Seele eigen sind, wurde mit dem Bannfluch belegt.
Die Akten gingen auf dem Weg nach Rom verloren. Anastasius Bibliothecarius, der an der letzten Sitzung des Konzils teilgenommen hatte, fertigte eine Übersetzung seiner eigenen Abschrift der Beschlüsse ins Lateinische an. Diese Übersetzung umfasst 27 Kanones; die griechischen Handschriften enthalten dagegen nur 14 Kanones.

## Rezeption
Anastasius bezeichnete die Ignatianische Synode als „achte heilige Synode“ und damit als ökumenisch. Die Beschlüsse wurden allerdings von Papst Johannes VIII. (JE 3273 und 3276) und der Photianischen Synode von 879/880 widerrufen; bis weit ins elfte Jahrhundert wurden sie auch im Westen kaum rezipiert. Im ausgehenden 11. Jahrhundert wurde zunächst vor allem Kanon 22, ein Verbot weltlicher Einmischung in die Besetzung kirchlicher Stellen, im Kontext des Investiturstreits in Streitschriften und Kanones-Sammlungenen (z. B. von Deusdedit und Anselm von Lucca) häufig zitiert. Seit der gleichen Zeit ist die Bezeichnung als „achte Synode“ im Westen wieder nachweisbar. Das Konzil von Konstanz zählte 1417 die Ignatianische Synode erstmals explizit als „achte ökumenische Synode“.
Heute wird diese Synode innerhalb der katholischen Kirche als das achte ökumenische Konzil gezählt. Binius war 1606 der erste, der die Kanones von 869/870 in eine Sammlung von Beschlüssen der Ökumenischen Konzilien aufnahm; die editio Romana und alle ihr folgenden Ausgaben enthalten die Kanones ebenfalls.

## Editionen und Übersetzungen
- Anastasii bibliothecarii epistolae sive praefationes, ed. E. Perels et G. Laehr (MGH Epp. 7, 395–442). | Digitalisat (Widmungsbriefe)
- Canones Oecumenici Concilii Constantinopolitani quarto. In: Périclès-Pierre Joannou (Hrsg.): Discipline générale antique (IIe–IXe s.), tome I,1: Les canons des conciles oecuméniques (= Codificazione canonica orientale. Band 9,1,1). Tipografia Italo-Orientale S. Nilo, Grottaferrata 1962, S. 293–342 (archive.org [abgerufen am 28. Juni 2022]). [Griechischer und lateinischer Text mit französischer Übersetzung.]
- Concilium Constantinopolitanum IV. In: Giuseppe Alberigo, Giuseppe A. Dossetti, Péricles-Pierre Joannou, Claudio Leonardi, Paolo Prodi (Hrsg.): Conciliorum Oecumenicorum Decreta. 3. Auflage. Istituto per le scienze religiose, Bologna 1973, S. 157–186 (archive.org [abgerufen am 10. Mai 2022]).
- Daniel Stiernon: Konstantinopel IV. Aus dem Französischen übersetzt von Nikolaus Monzel. Übersetzung der Texte im Anhang von Heinrich Bacht (= Geschichte der ökumenischen Konzilien. Band 5). Matthias-Grünewald-Verlag, Mainz 1975, S. 289–341. [Deutsche Übersetzung der Beschlüsse und einiger verwandter Quellen.]
- Viertes Konzil von Konstantinopel - 869-870. In: Josef Wohlmuth (Hrsg.): Konzilien des ersten Jahrtausends. Vom Konzil von Nizäa (325) bis zum Vierten Konzil von Konstantinopel (869/70) (= Dekrete der ökumenischen Konzilien. Band 1). 3. Auflage. Schöningh, Paderborn, München, Wien, Zürich 2002, S. 160–186. [Griechischer und lateinischer Text nach der Ausgabe von Alberigo et al. von 1973, deutsche Übersetzung auf Basis der lateinischen und teilweise (parallel) der griechischen unter Berücksichtigung zweier Handschriften.]
- Peter Gemeinhardt: Concilium Constantinopolitanum IV (869–870). In: Antonio García y García et al. (Hrsg.): The General Councils of Latin Christendom. From Constantinople IV to Pavia-Siena (869–1424) (= Corpus Christianorum. Conciliorum oecumenicorum generaliumque decreta. Band 2/1). Brepols, Turnhout 2013, ISBN 978-2-503-52527-3, S. 13–48. [Griechischer und lateinischer Text im Wesentlichen nach editio Romana bzw. Joannou.]
- Richard Price, Federico Montinaro: The Acts of the Council of Constantinople of 869-70 (= Translated Texts for Historians. Band 79). Liverpool University Press, Liverpool 2022, ISBN 978-1-80085-684-4.

## Einzelbelege
1. ↑  C. Leonardi - A. Placanica (ed.): Gesta sanctae ac universalis octavae synodi quae Constantinopoli congregate est, Anastasio bibliothecario interprete. Firenze 2012.
2. ↑  Josef Wohlmuth: Viertes Konzil von Konstantinopel - 869-870. Einführung. In: Josef Wohlmuth (Hrsg.): Konzilien des ersten Jahrtausends. Vom Konzil von Nizäa (325) bis zum Vierten Konzil von Konstantinopel (869/70) (= Dekrete der ökumenischen Konzilien. Band 1). 3. Auflage. Schöningh, Paderborn, München, Wien, Zürich 2002, S. 157–159, 157.
3. ↑  Francis Dvornik: The Photian Schism: History and Legend. Cambridge University Press, Cambridge 1948, S. 296–322 (kroraina.com [abgerufen am 5. Mai 2022]).
4. ↑  Peter Gemeinhardt: Concilium Constantinopolitanum IV (869–870). In: Antonio García y García et al. (Hrsg.): The General Councils of Latin Christendom: From Constantinople IV to Pavia-Siena (869–1424) (= Corpus Christianorum. Conciliorum oecumenicorum generaliumque decreta. Band 2/1). Brepols, Turnhout 2013, ISBN 978-2-503-52527-3, S. 1–11, 8.